# Jean-Baptiste Du Halde
Jean-Baptiste Du Halde (Ascain, 1674. február 1. – Párizs, 1743. augusztus 18.) francia jezsuita pap, sinológus.

## Élete és munkássága

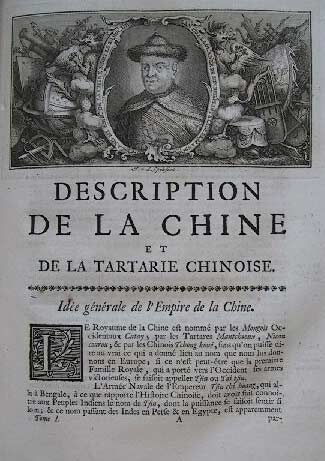
Jean-Baptiste Du Halde műves, a Description de la Chine (1736)

Du Halde 1692-ben csatlakozott a jezsuita rendhez, majd a párizsi kollégium professzorává nevezték ki Charles Le Gobien helyére. 1711-től 1743-ig ő felügyelte Lettres édifiantes et curieuses gyűjteményt, amely a Kínában missziót teljesítő rendtársak által hazaküldött jelentéseket, beszámolókat és egyéb dokumentumokat tartalmazza. Ez a gyűjtemény 1703-tól 1776-ig 34 kötetesre gyarapodott.
Du Halle számos, latin és francia nyelven írt mű szerzője, melyek közül a legjelentősebb a Description géographique, historique, chronologique, politique et physique de l'empire de la Chine et de la Tartarie chinoise, amely 1735-ben négy kötetben jelent meg Párizsban, majd 1736-ban Hollandiában is kiadták. A mű nagyban befolyásolta és alakította a korabeli, Kínáról alkotott képet, s nagy hatással volt a felvilágosodás gondolkodóira, tudósaira is. Voltaire így írt róla:

„Annak ellenére, hogy Párizsban íródott, és (Du Halde) nem tud kínaiul, a kollégái emlékiratai alapján állította össze, amely a legteljesebb és legkiválóbb leírása a kínai birodalomnak világszerte.”

Jelentőségét jól példázza, hogy igen hamar számos európai nyelvre lefordították, és nagyobb egyetemek könyvtáraiban megtalálható volt.
A mű függelékében leírás olvasható a dán származású Vitus Bering felfedezéseiről is, így Alaszka első európai említését is ez a mű tartalmazza.

## Fordítás
- Ez a szócikk részben vagy egészben  a   Jean-Baptiste Du Halde című angol Wikipédia-szócikk ezen változatának fordításán alapul.  Az eredeti cikk szerkesztőit annak laptörténete sorolja fel. Ez a jelzés csupán a megfogalmazás eredetét és a szerzői jogokat jelzi, nem szolgál a cikkben szereplő információk forrásmegjelöléseként.